# Casais Lagartos
Casais Lagartos é uma aldeia portuguesa pertencente à freguesia de Pontével, Município do Cartaxo. A aldeia goza da proximidade com a Estrada Nacional n.º 3, que se cruza com a estrada municipal que a atravessa em Cruz do Campo.
Casais Lagartos não possui praticamente nenhum vestígio de património histórico-cultural, excepto a casa em ruínas que pertenceu ao dramaturgo Marcelino Mesquita, durante os finais do século XIX e inícios do século XX, na quinta onde actualmente se situam as instalações da fábrica Isolago.